# Moshe Shalit
Moshe Shalit, parfois Moses, Moyshe ou Moishé Shalit, Moïsé Salitas en lituanien (22 décembre 1885, à Vilna - 29 juillet 1941, à Wilno, l'actuelle Vilnius, Lituanie), est un chercheur, journaliste, essayiste, ethnographe et l'une des grandes figures humanistes du Vilnius de l'entre-deux-guerres. Il se consacra entièrement à la promotion et au rayonnement de la culture, de la langue yiddish et de la littérature yiddish dans un esprit d’ouverture et d’échanges interculturels. Moshe Shalit fut un membre actif de l'Institut Scientifique Juif, le YIVO, devenu le Yiddish Institute for Jewish Research. Il a été assassiné par les nazis lors des grands massacres de Wilno. Sa fille aînée est Cécile Cerf.

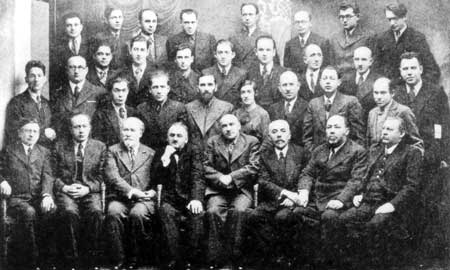
Union des Écrivains et Journalistes de langue yiddish de Wilno en 1938. Moshe Shalit, Président de l'Union, est assis au premier rang, cinquième à partir de la gauche.

## La jeunesse
Moshe Shalit est né le 22 décembre 1885, à Vilna.
Orphelin de père, Moshe Shalit devient très vite un militant culturel reconnu au sein du mouvement socialiste juif. Plusieurs fois arrêté, victime de la répression policière, il vit quelques années à Koenigsberg dont il fréquente l’Université. Mais il ne termine pas ses études et se consacre entièrement à une activité créative débordante.
Pendant la Première Guerre mondiale, il collabore à plusieurs journaux de Vilna. Il rédige des monographies, des critiques de livres, écrit des articles dans quantité de publications en langue yiddish. Celles-ci sont très nombreuses au début du XXe siècle. Moshe Shalit voyage beaucoup. Il se rend en Amérique en 1914, continue à publier et déploie une large activité dans le domaine socio-éducatif.
Pendant l’occupation allemande, il fonde une école juive de langue yiddish. Entre autres responsabilités, il est administrateur de l’Université populaire et président de la Commission Historique. En 1918, il est secrétaire général du comité pour l’organisation de la première assemblée démocratique juive à Vilna. L'écrivain et ethnographe Shalom Anski est membre du comité directeur.
Mais l’antisémitisme fait rage. Le 19 avril 1919, l’armée polonaise, à laquelle se sont joints des volontaires, pénètre dans Vilna pour y restaurer la suprématie polonaise contre l’influence allemande et, surtout, russo-soviétique. Vilna, dont le statut est très flou, fait difficilement face. Les groupes armés en prennent rapidement le contrôle et commence alors un pogrom systématique contre la population juive de la ville : dévastations, attaques sauvages, supplices, tueries. Le calme retrouvé, les principaux « sages » de la communauté, dont Moshe Shalit, alors âgé de 34 ans, sont convoqués et invités par les autorités à user de leur prestige pour rétablir la paix dans les esprits.

## Wilno, centre de la vie intellectuelle juive
L’entre-deux-guerres va être marqué par la domination polonaise et Vilna devient Wilno. Pendant de longues années, Moshe Shalit sera un pilier de la vie culturelle wilnoise. Il est, en outre, secrétaire général du YEKOPO (organisme d’aide aux victimes juives de la guerre). Il est, également, membre du Conseil de l’ORT (l’Organisation de l’Enseignement professionnel) et de l’OSE (les Œuvres de Secours à l’Enfance tournées plus largement, à cette époque, vers les populations juives défavorisées). Ces deux dernières organisations existent toujours. Les études de Moshe Shalit sur des écrivains yiddish majeurs comme Mendele Moicher Sforim, Sholem Aleichem, Isaac Leib Peretz, Daniel Bergelson, etc., paraissent en recueil.
Wilno devient le phare de la vie intellectuelle juive, animée par des tempéraments très divers, depuis les érudits hébraïstes, savants herméneuticiens ou disciples du Gaon, jusqu’aux marxistes théoriciens, militants yiddishophones, en passant par les dissidents trotskistes et les socialistes antisionistes du Bund. En 1925, le rayonnement de Wilno est tel que le linguiste Max Weinreich et le philologue Zelig Kalmanovitch s’y établissent et sont à l’origine d’un événement culturel majeur : la création d’un Institut Scientifique Juif à vocation largement culturelle, le YIVO. Académique et universitaire au départ, il se doit d’accueillir également tous ceux qui, par leurs travaux, ont participé à l’épanouissement de la culture yiddish. La figure de proue en est Max Weinreich. Zalman Reisen, philologue et grand propagandiste du yiddish, s’emploie à faire connaître les objectifs de l’Institut. Les intellectuels de Wilno les plus modernistes relaient le projet. Parmi eux, Moshe Shalit est appelé à se joindre aux groupes de recherche. 
Le YIVO prend vite une dimension internationale. Des bureaux sont ouverts à Varsovie, Berlin, New York. Des correspondants couvrent une quinzaine de pays. Einstein et Freud s’y associent. L’équipe est riche de talents divers.
De nos jours, le YIVO est toujours en activité à New York.

## L'institut culturel et scientifique juif (YIVO)
Quatre départements sont créés au sein de l'institut :
- Histoire
- Philologie et Littérature
- Économie et Statistique (et études démographiques), département auquel appartient Moshe Shalit.
- Psychologie et Éducation[7].

En 1936, après de nombreux travaux et recherches, le YIVO établit les règles et les normes qui vont se généraliser et fixer la langue yiddish.
Par ailleurs, les méthodes les plus modernes, les apports les plus récents des Sciences Humaines et Sociales doivent diriger les recherches pour une meilleure connaissance de l’identité juive. Les publications des chercheurs se font en yiddish, anglais, allemand et polonais. La statistique était alors une science nouvelle dans l’étude de la culture juive. Moshe Shalit est l’un des collaborateurs les plus proches de Max Weinreich. Les études ethnographiques de Shalit, en dehors du département "Économie & Statistique", portent sur la situation des Juifs de Pologne et le passé récent. Shalit est, en outre, un collaborateur permanent du plus important journal littéraire, « Feuilles littéraires », qui paraît à Varsovie. En 1935, un ouvrage complet consacré à Wilno, et auquel il participe, est publié à New York. Les années suivantes, sa collaboration à divers journaux littéraires se poursuit (« Le monde juif », « Le monde des livres », etc).
Moshe Shalit est présent dans toutes les instances juives laïques, culturelles et sociales à Wilno et, plus largement, en Pologne et dans toutes les institutions représentatives à New York, à Berlin à Paris ou en Suisse quand il s’agit, par exemple, de représenter le YIVO ou de participer à un congrès du Pen club dont il est un membre actif.

## Un regard ouvert sur le monde
Moshe Shalit, comme la plupart des membres du YIVO, est polyglotte. Il n’y a aucune incompatibilité pour ces chercheurs entre la découverte du monde dans sa diversité et la défense et illustration de la culture yiddish. En 1938, Moshe Shalit publie un important travail de recherche avec l’« Almanach de l’Union des Écrivains et Journalistes yiddish de Wilno » pour la célébration du vingtième anniversaire de l’union. Une première partie rend compte de l’orientation socialisante de l’association et retrace les étapes parcourues depuis sa fondation. La deuxième partie est consacrée aux textes littéraires (notamment ceux du groupe novateur « Yung Vilnè ») et à de nombreux articles de réflexion sur des sujets socio-culturels très variés. En cette même année 1938, il est, une fois encore, Président de l’Union des Écrivains et Journalistes de langue yiddish. La connaissance de l'identité juive en tant que phénomène culturel est une priorité pour Moshe Shalit. Il y a, à cette époque 70 000 juifs à Wilno, presque la moitié de la population de la ville. Philosophes, poètes, artistes, scientifiques, militants politiques, artisans, boutiquiers parlent le yiddish et pas exclusivement dans le quartier juif implanté autour de la rue Zydowska ou de la rue Straszuna. L’effervescene intellectuelle est à son apogée. Le YIVO se développe sur un terreau fertile. 
On compte, avant la deuxième guerre mondiale, environ onze millions de yiddishophones en Europe et aux États-Unis et en Amérique du Sud, les deux principales destinations d’émigration. La langue yiddish est étudiée par les linguistes, philologues, lexicographes et grammairiens du YIVO. Le yiddish litvak - parlé à Wilno - est considéré, par les spécialistes, comme le plus littéraire.
Le judaïsme, pour les membres du YIVO en général et pour Moshe Shalit en particulier, est avant tout une culture et non une religion, même si, au départ, comme pour toutes les cultures, ses fondations sont spirituelles. Les chercheurs du YIVO n’ont pas le fait religieux pour préoccupation.

## L'anéantissement du Yiddishland et le sort de sa culture
Pendant la seconde guerre mondiale, Moshe Shalit, sollicité par les autorités nazies, refuse de sièger au Judenrat, le comité consultatif désigné par les occupants et constitué de personnalités juives des deux ghettos de la ville. Son passé et son militantisme antifascistes lui paraissent incompatibles avec cette fonction. 
Avant guerre, la famille Shalit habitait 15, rue Pohulanka, actuelle rue Basanaviciaus à Vilnius, capitale de la Lituanie indépendante.
C’était la rue de Romain Gary enfant (comme Gary le précise dans « La promesse de l’aube ») et la rue de Max Weinreich, le fondateur du YIVO . 
Le 29 juillet 1941, en pleine nuit, la gestapo est venue arrêter Moshe Shalit. Il est une des victimes du Massacre de Poneriai (polonais : Ponary) , à huit kilomètres au sud-ouest de Wilno. Les cadavres de 70 000 juifs, fusillés comme Moshe Shalit, ont été jetés dans les fosses de la forêt de Ponar. La femme de Shalit, Deborah, et leur fille cadette, Ita, ont été exterminées quelques mois plus tard en Biélorussie où elles s’étaient réfugiées.
La Shoah s'est étendue à l’Europe entière. Le yiddishland allait être anéanti.
Restent les textes sauvés de la tourmente. Si le yiddish n’a quasiment plus de locuteurs, des lecteurs et des traducteurs se forment et se renouvellent. L’action de Moshe Shalit en faveur du rayonnement de la culture yiddish connaît des prolongements au XXIe siècle.

## Œuvres de Moshe Shalit
Note : Les ouvrages de Moshe Shalit sont principalement écrits en yiddish. La translittération du yiddish hébraïque en caractères latins est opérée selon les normes officielles. Moshe Shalit est parfois également éditeur.
- (yi) "Folk un land : zamlbikher spetseyl gevidmete der filozofish-gezelshaftlikher oyfklerung"..., Vilna, 1910.Peuple et Terre: Anthologie consacrée à l'éclairage philosophique et social et à la critique du sionisme au sens large du terme.
- (yi) Vilner kulturele anshtalten biblioteken, shulen, Vilna, 1916Inventaire culturel des bibliothèques et écoles de Vilna.
- (yi) Eili, Eili(en collaboration). Ed.O.Diston, Boston, 1918.Partitions de musique folklorique et chansons populaires, en hébreu. Il existe des versions en langue yiddish, en langue anglaise et en langue allemande.
- (yi) Lider-zamelbukh : in kinder heym un oyf'n kinder-platz.Gezelshaft far Idishe folks-muzik, Petrograd, 1918Recueil de chansons folkloriques yiddish des maisons d'enfants.
- (yi) Literarishe etyudn, Vilne, 1920.Critiques littéraires consacrées principalement aux écrivains de langue yiddish.
- (yi) Leben, Vilne, ed. Br. Rozenthal, 1920-21.Revue artistique et littéraire intitulée "La Vie", dirigée par Moshe Shalit ( avec, notamment, une étude de Shalit sur An- Ski, l'auteur du "Dibbouk", dans le n° spécial VII-VIII de décembre 1920, un mois après le décès d'An-Ski).
- (yi) Di organizatsye un praktik fun Keren ha-yesod : der nisoyen fun 2 yor arbet in Lite., London, hoypt-byuro fun Keren ha-yesod, 1923.Organisation et pratique du Fonds National Juif : Expérience de 2 années en Lituanie.
- (he) Eili, Eili Father, why hast thou forsaken me?, N.J, Victrola, 1923.Chansons en hébreu.
- (yi) Fun yor tsu yor : illustrirter gezelshaftlikher lu'ah. Statistik, artiklen,materialn,bilder., Varsovie, 1926-29.Calendrier associatif illustré publié par l'Association pour une Aide Centralisée aux Orphelins de Guerre. Direction Moshe Shalit.
- (yi) Ekonomishe lage fun di Yidn in Polyn un di Yidishe kooperatsye : artiklen un materialn, Vilne: arband fun di Yidishe Kooperative gezelshaftn in Polyn., 1926.Situation économique des Juifs de Pologne : Articles et documents. Cartes, diagrammes, etc. Vilna. Association des coopératives et société juives de Pologne. Sous la direction de Moshe Shalit.
- (yi) Pinkes, oyf di'Hurban fun Mil'homè un Mehumè, 1919-1929, 1929.Monographie "sur les ruines de la guerre et des tumultes". Direction Moshe Shalit.
- (yi) Luhos in unzer literatur, Wilno, 1929.Tableaux littéraires depuis Mendele Moicher Sforim jusqu'à nos jours.
- (yi) Oyf di hurves fun milhomes un mehumes : pinkes fun Gegnt- komitet "YEKOPO" 1919-1931., Vilne, Gegnt-komitet,"Yekopo", 1931.Rapport local du YEKOPO. Direction Moshe Shalit, Wilno 1931.
- (yi) Doktor Tsema'h Shabad, der Visenshaftli'her un Publicist, Wilno, 1937.Ouvrage consacré au médecin, scientifique, pédagogue et philantrophe Tsema'h Shabad.
- (yi) Z niedalekiej przeszlosci : kwartalnik historyczno- kulturalny,No. 1 Kwiecienczerwiec, 1937.Passé récent. Ouvrage paru en yiddish et sous le titre polonais.
- (yi) Almanakh : fun Yiddishn literatn-un zshurnalistn-farayn in Vilne : Aygener farlag, 1938 (edited by shalit).Almanach de   l'Association des ecrivains et journalistes de langue yiddish de Wilno. Direction Moshe Shalit.
- (yi) Daniel Tcharny Bukh, Paris, ed. A.B Cerata., 1939Monographie consacrée au poète Daniel Tcharny, éditée par le fonds Daniel Tcharny à New York, Paris, Wilno. Dessins de Benn.

## Liens